# Ipswich (Massachusetts)
Ipswich é uma vila localizada no condado de Essex no estado estadounidense de Massachusetts. No Censo de 2010 tinha uma população de 13.175 habitantes e uma densidade populacional de 119,66 pessoas por km².

## Geografia
Ipswich encontra-se localizado nas coordenadas 42° 41′ 46″ N, 70° 50′ 08″ O. Segundo o Departamento do Censo dos Estados Unidos, Ipswich tem uma superfície total de 110.1 km², da qual 83.16 km² correspondem a terra firme e (24.47%) 26.94 km² é água.

## Demografia
Segundo o censo de 2010, tinha 13.175 pessoas residindo em Ipswich. A densidade populacional era de 119,66 hab./km². Dos 13.175 habitantes, Ipswich estava composto pelo 95.91% brancos, o 0.49% eram afroamericanos, o 0.15% eram amerindios, o 1.32% eram asiáticos, o 0.05% eram insulares do Pacífico, o 0.73% eram de outras raças e o 1.35% pertenciam a duas ou mais raças. Do total da população o 1.76% eram hispanos ou latinos de qualquer raça.